# غافروش
غافروش (بالفرنسية: Gavroche)‏ شخصية من شخصيات رواية البؤساء، وهو ابن الزوجان تيناردييه والأخ الأصغر لإبونين وأزيلما.